# Scrivimi (Nino Buonocore)
Scrivimi è un brano musicale del 1990 cantato da Nino Buonocore e scritto insieme con Michele De Vitis. 
È stato pubblicato nel singolo Scrivimi/Abitudini e nell'album Sabato, domenica e lunedì. Presentando questo brano, Buonocore si classifica terzo al Festivalbar e secondo al Cantagiro. 
La canzone fa parte della colonna sonora del film Non ti muovere, diretto e interpretato da Sergio Castellitto, uscito nel 2004.

## Cover
- Nel 1992 Federico Salvatore insieme con Ersilia Salvatore presenta una parodia del brano nell'album Cabarettombola (Zeus Record – BE 0317).
- Nel 1994 Anna Oxa realizza una cover di Scrivimi nel suo album Cantautori 2.
- Nel 1995 il cantante brasiliano Renato Russo ha realizzato una cover di Scrivimi nel suo album Equilibrio distante.
- Nel 1994 Bruno Lauzi realizza una cover di Scrivimi nel suo album 'Dieci belle canzoni d'amore'.
- Nel 2006 Laura Pausini ha realizzato una cover di Scrivimi nel suo album Io canto. La canzone è stata prodotta anche in versione spagnola (Escríbeme).
- Mango nel 2014 ha realizzato una cover di Scrivimi nel suo album L'amore è invisibile.
- Fabio Concato nel 2016 ha realizzato una cover di Scrivimi nel suo album Non smetto di ascoltarti.
- I Soul Six nel 2021 hanno realizzato una cover di Scrivimi, che vede la partecipazione dello stesso Nino Buonocore.